# CD14
CD14 (cụm biệt hóa 14) là một gen ở người.
Protein được mã hóa bởi gen này là một thành phần của hệ miễn dịch bẩm sinh. CD14 tồn tại dưới hai dạng, một được neo vào màng bằng đuôi glycosylphosphatidylinositol (GPI) (mCD14), một dạng khác là dạng hòa tan (sCD14). CD14 hòa tan xuất hiện sau khi mCD14 "rụng" xuống(48 kDa) hoặc được tiết ra trực tiếp từ các túi nội bào (56 kDa).
Cấu trúc tinh thể tia X của CD14 của con người (4GLP.pdb) cho thấy một cấu trúc đơn thể (monomeric), có xu hướng cuộn thành hình ống, có chứa một túi tận cùng amino kị nước.
CD14 là thụ thể nhận dạng khuôn mẫu được mô tả đầu tiên.

## Chức năng
CD14 hoạt động như một đồng thụ thể (cùng với thụ thể giống Toll TLR 4 và MD-2) để phát hiện lipopolysaccharide (LPS) của vi khuẩn. CD14 chỉ có thể liên kết LPS khi có sự hiện diện của protein liên kết lipopolysaccharide (LBP). Mặc dù LPS được coi là phối tử (ligand) chính của nó, CD14 cũng nhận ra các dạng phân tử liên quan đến mầm bệnh khác như axit lipoteichoic.

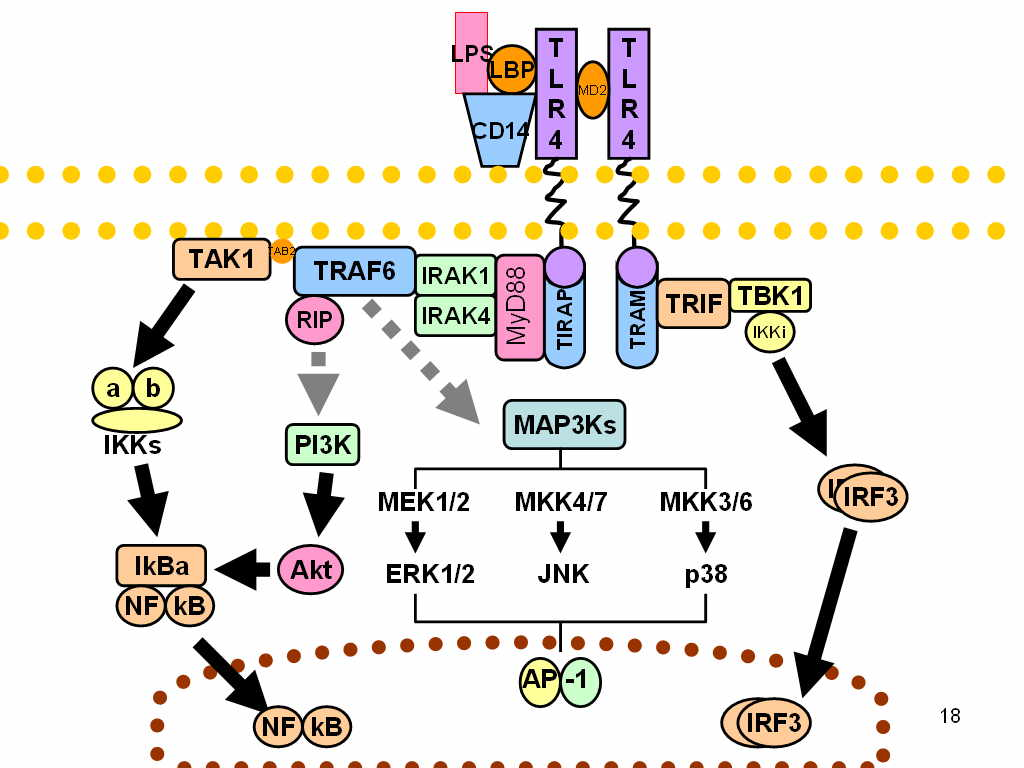
Con đường truyền tin hiệu của các thụ thể giống toll. Các đường màu xám gạch đại diện cho các mối liên kết chưa rõ ràng

## Vị trí tại mô
CD14 được biểu hiện chủ yếu bởi các đại thực bào và (ở mức độ thấp hơn 10 lần) bởi các bạch cầu trung tính. Nó cũng được biểu hiện ở các tế bào tua. Dạng hòa tan của thụ thể (sCD14) được tiết ra bởi gan và bạch cầu đơn nhân và có nồng độ thấp vừa đủ để tạo phản ứng LPS ở các tế bào không biểu hiện CD14. mCD14 và sCD14 cũng có mặt trên các tế bào ruột. sCD14 cũng có mặt trong sữa mẹ, nơi nó được cho là điều hòa sự phát triển của vi sinh vật trong ruột non.

## Biệt hóa
Bạch cầu đơn nhân CD4 +có thể biệt hóa thành một loạt các tế bào khác nhau, bao gồm các tế bào tua, một con đường biệt hóa được kích thích bởi các cytokine, bao gồm GM-CSF và IL-4.

## Tương tác
CD14 đã được chứng minh là tương tác với protein liên kết lipopolysaccharide.